# Oscar Eberle (1883-1943)
Oscar Eberle (Rotterdam, 18 juli 1883 – aldaar, 29 juni 1943) was een Nederlands cellist en muziekpedagoog.

## Levensloop
Zijn vader was Oscar Oberle, eveneens cellist, zijn moeder was Alwina Alice Anna Stambeke. Een tweetal broers gingen ook de muziek in, een andere broer werd kunstenaar. Hij kreeg zijn muziekopleiding van zijn vader, die ook docent was aan de Rotterdamse Muziekschool.
Daarna trad Eberle op als solist in Nederland en Duitsland, waar de familie vandaan kwam (grootvader was stadsmuzikant in Crossen an der Oder). Vervolgens trad Eberle op zeventienjarige leeftijd toe tot het Concertgebouworkest van Willem Mengelberg, daaran tot orkesten in Baden-Baden en Koblenz en het orkest van de Hoogduitse opera in Rotterdam en de Italiaanse Opera in Amsterdam (samen met zijn vrouw Fieta).
In Nederland speelde hij binnen het kamermuziektrio Louis Wolff, Anton Verheij en Eberle, het zogenaamde Rotterdam Trio. Voorts was hij leraar cello aan de muziekschool ter toonkunst in Leiden. In 1918 werd hij hoofddocent cello aan het Rotterdams conservatorium, een functie die hij tot zijn dood bekleedde. Hij was Officier de l’Instruction Publique.
Oscar Eberle werd begraven op de Algemene Begraafplaats Crooswijk waar ook zijn vader lag. Op zijn begrafenis speelden Jules Zagwijn (zijn leerling), Anton Kaltwasser (van de Eberle-Kaltwasserconcerten), Adolphe Poth en Phons Dusch, die laatste twee waren latere leden van het Rotterdam Trio.

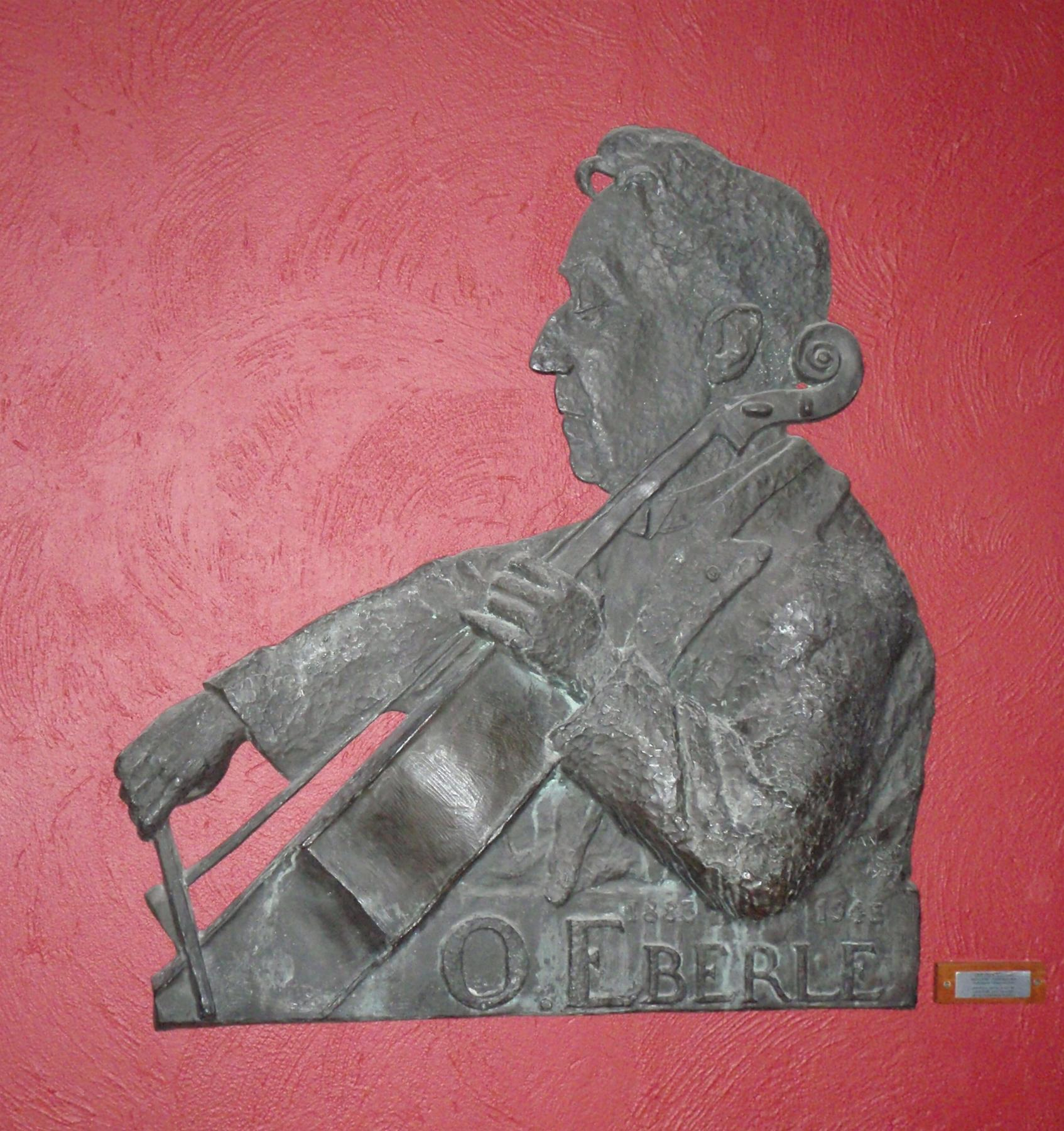
Eberle volgens Han Rehm in 1948

Hij kreeg in 1948 een plaquette met zijn naam in het Museum Boijmans Van Beuningen naar een ontwerp van Han Rehm, die later werd overgebracht naar concertzaal De Doelen.

### Familie
Eberle trouwde met violiste Fieta Dermout van wie hij in 1928 scheidde en trouwde vervolgens met mevrouw Christina Hulsinga.